# 趙玉田
趙玉田（1887年—20世纪？年），字子貞，直隸省深州直隸州饒陽縣人，宣統三年進士。

## 生平
- 光緒三十三年（1907年）春，入學北洋大學堂工科採礦冶金門乙班生[2]，宣統二年畢業。
- 宣統三年三月，學部會考北洋大學堂畢業學生，得69.19分，列中等[3]
- 宣統三年四月，賞給進士出身，以主事分部儘先補用[4]。
- 民國元年（1912年），期成会会员、深州代表[5]
- 民國十年（1921年），順直省第二屆省議會議員[6]
- 民國十年（1921年），直隸省第三屆議會議員、實業委員會委員、理事[7]
- 民國十七年（1928年），河北省工業試驗所分析所課長[8]。
- 民國十八年（1929年）,署理河北省南和縣縣長[9][10]。

## 著作
- 《整頓河北省工業試驗所意見書》,趙玉田 ,《河北工商月報》,1928,第3期,第9-10頁[11]